# Osservatorio Nazionale Langkawi
L'Osservatorio Nazionale Langkawi (in malese Balai Cerap Kebangsaan Langkawi) conosciuto anche come Observatori Negara Langkawi, è un osservatorio astronomico della Malaysia. Si trova sull'isola di Langkawi, nello stato del Kedah ed è gestito dall'Agenzia spaziale nazionale malaysiana.
L'osservatorio è entrato in funzione nel 2006. I suoi strumenti principali sono costituiti da un telescopio riflettore da 50 cm per le osservazioni notturne (denominato Stellar I) e un telescopio rifrattore da 15 cm per le osservazioni solari. Le osservazioni notturne riguardano soprattutto stelle variabili, stelle binarie, pianeti, galassie e asteroidi. Nel 2014 l'osservatorio ha ricevuto il codice O43 dal Minor Planet Center con la denominazione Observatori Negara. Le dotazioni dell'osservatorio sono state potenziate nel 2017 con una seconda unità osservativa notturna (denominata Stellar II) per scoprire e tracciare più velocemente gli asteroidi near-Earth (NEO). Le osservazioni solari riguardano essenzialmente il monitoraggio dell'attività solare anche ai fini della meteorologia spaziale. Il telescopio solare è dotato di filtri ottici per l'osservazione del Sole in luce bianca e nelle righe H-alfa e Ca-K.